# Langara (Stargate)
Langara (designazione SGC: P2S-4C3, indirizzo Stargate: ) è un pianeta immaginario in cui sono ambientati alcuni episodi della serie di fantascienza Stargate SG-1. Jonas Quinn è originario di questo pianeta.

## Nome
È stato attribuito questo nome al pianeta perché Langara ha radici lessicali comuni ai tre ceppi linguistici.

## Storia

### Informazioni generali
Diverso tempo fa, Langara fu un dominio dei Goa'uld, più precisamente di Thanos che probabilmente morì durante i suoi esperimenti sul Naquadria, un sostanza radioattiva derivante dal Naquadah. Non si sa per quale motivo i Goa'uld abbandonarono il pianeta ma dall'epoca in cui furono liberi, i Langarani crearono una civiltà propria e il pianeta fu diviso in tre superpotenze: Kelowna, Tirania e la Federazione Andari. Queste tre nazioni furono, e rischiano di essere tutt'oggi, distruttive l'una con l'altra. Nell'anno terrestre 1986, i Kelowniani scoprirono il loro Stargate ma non seppero mai cosa fosse finché l'SG-1 non giunse sul pianeta, nel 2002.

### Dopo l'incontro con l'SG-1
Quando l'SG-1 raggiunse Langara, i Kelowniani avevano appena cominciato a creare una bomba al Naquadria, un materiale molto presente sul pianeta. Essi cominciarono a condividere tecnologie con la Terra ma, a causa della loro intenzione di distruggere le altre superpotenze con le bombe al Naquadria (simili a bombe atomiche terrestri), il Comando Stargate decise di interrompere ogni comunicazione con Langara.
Un anno dopo, Tirania e Andari furono vicine ad unire le loro forze per sconfiggere Kelowna, la quale chiese aiuto alla Terra ma il Comando Stargate si rifiutò di dare supporto tecnologico. Con poche speranze, Kelowna usò la sua bomba al Naquadria, la cui potenza devastò tutte e tre le nazioni, che decisero di negoziare la pace.
Essendo Langara ricco di Naquadria in natura, senza dover lavorare il Naquadah, Anubis decise di conquistare il pianeta. Per poter respingere Anubis, le tre superpotenze decisero di formare un Consiglio Unito Governante e di collaborare assieme. Langara stessa fu vicina alla devastazione quando una vena di Naquadria fu vicina ad esplodere ma fortunatamente Jonas Quinn e l'SG-1 riuscirono ad impedirlo.

### L'invasione degli Ori
Durante l'invasione degli Ori, Langara fu conquistata poco dopo la devastazione di Dakara. Si presume che i Langarani riottennero la loro indipendenza dopo che l'SG-1 usò l'Arca della verità sui Priori.

### Aiuto allaDestiny
Qualche anno dopo, i Langarani svilupparono una centrale energetica che otteneva energia direttamente nel nucleo di Naquadria e posizionarono lo Stargate all'interno della centrale. Sia i Tau'ri che l'Alleanza Lucian chiesero ai Langarani di poter usare il loro Stargate per raggiungere la Destiny. I Langarani però, venuti a conoscenza che i due pianeti usati per raggiungere la Destiny sono esplosi, rifiutarono le loro richieste. Nonostante il dottor Rodney McKay trovò un modo per evitare che il pianeta esplodesse, i Langarani continuarono a rifiutare di aiutare i Tau'ri. Dopo un fallito tentativo dei terrestri di prendere il possesso dello Stargate e della centrale energetica, l'alleanza tra i Langarani e i terrestri rimase forte e il Comando Stargate confermò la loro protezione contro gli attacchi dell'Alleanza Lucian.

## Governi di Langara

### Kelowna
Kelowna è la superpotenza di Langara che possiede lo Stargate del suo pianeta e che quindi entra per prima in contatto con i Tau'ri.

### Federazione Andari e Terrania
Dopo generazioni di guerre tra loro, le due nazioni si allearono contro Kelowna. Sentendosi minacciata, quest'ultima usò le sue armi nucleari contro le altre due fazioni. In seguito, le superpotenze si accordarono per trovare una pace e, dopo l'attacco di Anubis, crearono un governo unificato, con Jonas Quinn come rappresentante per Kelowna.